# Start to Run
Start to Run er et løbetræningsprojekt af kommerciel art, der blev startet af den lokale SportMaster-forretning i Frederikshavn i efteråret 2005 i samarbejde med Nike og nordjyske medier.
I 2006 blev et samarbejde indledt med idrætsorganisationen Danske Gymnastik- & Idrætsforeninger (DGI).
Formålet med projektet er at få flere personer engageret i motionsformen løb samt at gøre indaktive danskere fysisk aktive.
Målet er at udbrede projektet til 100 danske byer i løbet af fem år.

## Forløb
Det første år i Frederikshavn var man i stand til at samle ca. 1.400 deltagere.
I 2006 har Start to Run bredt sig til Brønderslev og Aalborg.
Per 1. oktober 2007 hører 20 byer til DGI's løbe- og motionsprojekt: Ud over Frederikshavn og Aalborg gælder det Hobro, Thisted, Skive, Holstebro, Herning, Silkeborg, Horsens, Århus, Vejen, Kolding, Haderslev, Aabenraa, Svendborg, Holbæk, Sorø, Næstved, Fredensborg og København.

## Koordination
I hver startby koordineres indsats af den lokale DGI landsdelsforening og en løbetræner. Den praktiske ugentlige træning ledes af et hold af frivillige, ulønnede hjælpetrænere, der hver især tager sig af en løbegruppe. Projektet tilbyder seks forskellige løbegrupper tilpasset deltagernes kondition.

## Adgang
Motionisters adgangskort til projekts ugentlige træning er købet af en af to startpakker. Den store pakke til 1.200 kr. indeholder løbesko- og tøj, rutekort, træningsprogrammer, adgangskort til events og et startnummer til Copenhagen Maraton. den lille pakke til 500 rummer en enkelt løbetrøje, rutekort, træningsprogrammer og adgang til events.

## Ledelse
På landsplan ledes projektet af Merete Østergaard og chefløbetræner Jan Vajhøj.

## Ekstern henvisning
- DGIs Start to Run hjemmeside Arkiveret 20. februar 2007 hos  Wayback Machine

| Sport | Spire Denne artikel om sport er en spire som bør udbygges. Du er velkommen til at hjælpe Wikipedia ved at udvide den. |